# جون تيكستور
جون تشارلز تيكستور (مواليد 30 سبتمبر 1965) هو رجل أعمال أمريكي. وهو الرئيس التنفيذي السابق لشركة البث التلفزيوني FuboTV . تم التعرف عليه لعمله في مجالات الإعلام الرقمي والترفيه بلقب "خبير الواقع الافتراضي في هوليوود".
تيكستور هو المالك الرئيسي ورئيس مجلس إدارة شركة إيغل لكرة القدم القابضة، وهي أكبر مساهم في أندية كرة القدم المهنية مثل نادي بوتافوغو، وكريستال بالاس، وأولمبيك ليون، وRWD مولنبيك.

## الحياة المبكرة
وُلد جون تيكستور كأحد أفراد عائلة دو بونت الممتدة في عام 1965. ويدعي تيكستور أنه نشأ في عائلة من الطبقة المتوسطة في منطقة بالم بيتش في فلوريدا، بينما كان يقضي صيفه في العمل مع شركات توصيل البضائع. كان تيكستور يتنافس في مسابقات التزلج الحر في فلوريدا كجزء من فريق سيمز سكيبورد. وفقًا لكتاب "التاريخ السري لأولي" الذي كتبه كريج سنايدر، [ صفحة 464 ] كان تيكستور من بين القلة الذين تفوقوا على بطل العالم المتعدد رودني مولينفي مسابقات التزلج الحر في أواخر السبعينيات. ترك تيكستور التزلج التنافسي في أوائل الثمانينيات للتركيز على اهتمامات أخرى بعد تعرضه لإصابة شديدة في الرأس في مسابقة. وزعم تيكستور أن هذه الحادثة كانت السبب الذي جعله يتوجه نحو تعليمه واهتمامه بالتكنولوجيا في سن مبكرة.

## المسيرة التجارية

### رياضات الحركة

#### سيمز سنوبورد
بعد أن استحوذ على شركة سيمز سنوبورد في عام 1996، شغل تيكستور منصب رئيس مجلس الإدارة والمالك الرئيسي. خلال فترة ولايته، واستخدامه للعلامات التجارية التي يمتلكها شريكه والطبيب الرائد في التزلج على الجليد، توم سيمز، أنشأ بطولة العالم للتزلج على الجليد في ويسلر، كولومبيا البريطانية.

### أعمال الإنترنت

#### شركة أرت تكنولوجي جروب
قامت شركته القابضة "ويندكريست بارتنرز" بتمويل الشركة المتعثرة في عام 1996. وقادت ويندكريست أرت تكنولوجي جروب خلال طرحها العام الأولي في عام 1999 مما أسفر عن تقييم سائل قدره 10 مليار دولار.

#### جيستر ديجيتال
وفقًا لصحيفة "ذا بالم بيتش بوست"، أنشأت جيستر ديجيتال، التابعة لتيكستور، عالمًا افتراضيًا ثلاثي الأبعاد متعدد المستخدمين عبر الإنترنت، والذي كان يُشار إليه لاحقًا بـ "الميتافيرس" في عام 1999.
كانت التكنولوجيا الجديدة التي طورتها جيستر ديجيتال أول منصة توزيع رقمية تُعتمد من قبل فرقة "ميتالكا"، كما دعمتها شراكات مع شركات إدارة الحقوق الرقمية الرائدة مثل آي بي إم، وعلاقات استراتيجية مع فنانين موسيقيين وشركات رياضات حركية.

#### البنك الافتراضي/شركة ليديان ترست
كان تيكستور عضوًا مؤسسًا في "البنك الافتراضي" في عام 2000، وهي شركة ناشئة في مجال البنوك عبر الإنترنت.

#### بيبي يونيفرس
في أوائل العقد 2000، تولى تيكستور السيطرة على شركة بيبي يونيفرس، وهي شركة بيع بالتجزئة عبر الإنترنت كانت تواجه صعوبات. قام بإدراج الشركة في البورصة في عام 2005، حيث باع 2 مليون سهم من الأسهم العادية، ما يعادل حوالي 16.5 مليون دولار. باستخدام العائدات من الطرح العام الأولي، اشترى تيكستور تجار تجزئة آخرين عبر الإنترنت وشركة تسويق للمساعدة في بناء العلامة التجارية. شهدت شركة بيبي يونيفرس زيادة في الإيرادات من مليون دولار إلى 40 مليون دولار، مما أسفر عن بيع الشركة في أكتوبر 2007 من خلال عملية دمج عكسي وتغيير في السيطرة مع شركة eToys.com، وهي شركة معروفة في التجارة الإلكترونية، تسيطر عليها شركة D.E. Shaw. استقال تيكستور من منصب المدير التنفيذي في وقت الدمج، حيث كانت أسهم بيبي يونيفرس تتداول بأعلى سعر لها على الإطلاق وهو 12.00 دولار للسهم، بعد أن تضاعف السعر تقريبًا من أدنى مستوى له في فبراير من نفس العام. أصبح تيكستور لاحقًا رئيسًا لشركة eToys.

#### ديجيتال دومين
في مايو 2006، استحوذ تيكستور، كأحد المسؤولين الرئيسيين في "وينكريست هولدينغز"، على شركة "ديجيتال دومين". كان من بين المسؤولين الرئيسيين أيضًا المخرج السينمائي مايكل بي ولاعب NFL السابق دانييل مارينو. وفقًا لمجلة فارايتي، ادعى مصدر داخلي أن المشترين اشتروا الشركة مقابل مبلغ يقدر بـ 35 مليون دولار.
فازت "ديجيتال دومين" بجائزة الأوسكار في عام 2009 عن إنجازها في المؤثرات البصرية لإنشاء ممثل بشري رقمي يمكن تصديقه في فيلم "الحالة المحيرة لبنجامين بتن". وقد أُطلق على هذا الإنجاز اسم "الكأس المقدسة للمؤثرات البصرية" من قبل هوليوود ريبورتر.
في عام 2011، دخلت مجموعة "ديجيتال دومين ميديا جروب" في مجال إنتاج الأفلام من خلال استثمار كبير في فيلم "لعبة إندر". يُنسب إلى تيكستور كمنتج ومنتج تنفيذي للفيلم.
نظم فريق تيكستور المكون من حوالي 20 فنانًا ظهور "توباك شاكور الافتراضي" في مهرجان كوتشيلا في وادي كوتشيلا للموسيقى في 2012. وقد حصل استوديو تيكستور على جائزة التيتانيوم في مهرجان كان للإبداع الدولي في دورته التاسعة والخمسين.
أفلست "ديجيتال دومين" في عام 2012، وبعد وقت قصير، تم مقاضاة تيكستور من قبل ولاية فلوريدا بمبلغ 80 مليون دولار.
قضت المحكمة العليا في نيويورك والمفتش العام لولاية فلوريدا ببراءة تيكستور من أي مخالفات مالية، وأفاد تقرير من ذا أثلتيك أنه حصل على تسوية من صندوق التحوط الذي تسبب في الانهيار. حصل تيكستور بموجب التسوية على 8.5 مليون دولار كتعويضات مالية وتم تخصيص جميع الأصول التكنولوجية لاستوديو "ديجيتال دومين" في فلوريدا له.
تُظهر ملفات لجنة الأوراق المالية والبورصات أن تيكستور استخدم منح الأصول التكنولوجية هذه لإطلاق العمل الذي سيصبح في النهاية "فوبو تي في". ثم أطلق تيكستور "فيسبانك" في 2013، وهي "شركة تكنولوجيا مدفوعة بحقوق الملكية الفكرية تعمل في تطوير وتعزيز تقنيات تشبه البشر"، وفي 2020، اشترى منصة بث الرياضة "فوبو تي في"، ودمجها مع العملين قبل طرحهما في بورصة نيويورك كشركة فوبو تي في.

#### بولس إيفولوشن
في أواخر عام 2013، نظم تيكستور مجموعة من الموظفين السابقين في "ديجيتال دومين" لإنشاء شركة "بولس إيفولوشن كوربوريشن". تُعد "بولس إيفولوشن كوربوريشن" رائدة عالميًا في تطوير البشر الرقميين شديدي الواقعية للعروض الحية، الواقع الافتراضي، الواقع المعزز، الهولوجرام، التصوير المجسم ثلاثي الأبعاد، الويب، الهواتف المحمولة، التطبيقات التفاعلية والذكاء الاصطناعي. عرضت "بولس إيفولوشن" تقنيتها من خلال أداء هولوجرافي لتوباك شاكور الافتراضي في حفل جوائز بيلبورد الموسيقية عام 2014.

### التكنولوجيا ووسائل الإعلام والترفيه

#### فوبو تي في (مجموعة فيسبانك)
وفقًا لإيداع لجنة الأوراق المالية والبورصات في عام 2019، كانت مجموعة فيسبانك تعمل سابقًا تحت اسم "بولس إيفولوشن جروب" و"ريكول ستوديوز". وصفت إيداعات المنظمة بأنها شركة تكنولوجيا البشر الرقميين، تركز على تطوير وجمع وحماية وتحضير الأصول الرقمية للشخصيات العامة والمستهلكين، لاستخدامها في الذكاء الاصطناعي والترفيه والإنتاجية الشخصية والشبكات الاجتماعية. عندما استحوذت على "فوبو تي في"، وصفت "أليواتش" الاستحواذ بأنه دمج عكسي مكن "فوبو تي في" من العمل كشركة عامة. ادعت "فوبو" أن الدمج قد وسع وجود المنظمة في صناعة التلفزيون عبر الإنترنت.

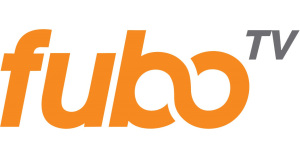
شعار قناة فوبو تي في ق. 2017

في أبريل 2020، أكمل تيكستور استحواذه على "فوبو تي في ميديا" عبر مكالمة عبر زووم. وبالتالي، أصبحت "فوبو" شركة عامة. وخلال أقل من عامين، نمت لتصل إلى قيمة سوقية مدرجة في بورصة نيويورك تتجاوز 6 مليار دولار.
في ربيع 2020، استقال تيكستور من منصب رئيس مجلس الإدارة التنفيذي لـ "فوبو تي في". في وقت استقالته من "فوبو تي في"، ومن خلال إتمام الاكتتاب العام للشركة في بورصة نيويورك، ظل تيكستور أكبر مساهم في "فوبو تي في".
نمت "فوبو تي في" بسرعة في القيمة كشركة عامة، حيث انتقلت من السوق خارج البورصة إلى بورصة نيويورك، ثم إلى مؤشر "راسل 3000" في غضون تسعة أشهر فقط.

### مجال كرة القدم
في أغسطس 2021، استثمر تيكستور 86 مليون جنيه إسترليني مقابل 40% من ملكية نادي كريستال بالاس لكرة القدم، لينضم إلى ستيف بارش، وجوش هاريس، وديفيد بليتزر كمالكين مشاركين. كما تم ربط تيكستور بمحاولات لشراء نادي برينتفورد، ونادي واتفورد، ونيوكاسل يونايتد.
في 2024، انتقد تيكستور قوانين لوائح اليويفا للعب المالي النظيف في الاتحاد الأوروبي وقواعد الربح والاستدامة في الدوري الإنجليزي الممتاز، قائلاً إنها تمنع الأندية الصغيرة من التنافس على الألقاب. وأشار إلى أن نادي نوتينغهام فورست قد تم خصم نقاطه بموجب هذه القواعد رغم ثروة مالكه إيفانجيلوس ماريناكيس. كما قال إنه تعرض لانتقادات من قبل الألتراس اليساريين في كريستال بالاس لشراء نادي ليون، الذي يملك ألتراس يميني، ليجيب "حسنًا، لا يهمني، هذا ليس له علاقة بكرة القدم".
في يناير 2022، وقع تيكستور عرضًا ملزمًا لشراء 90% من ملكية نادي بوتافوغو، أحد أعظم الأندية في تاريخ كرة القدم البرازيلية. وفقًا للصحافة البلجيكية، استحوذ تيكستور على 80% من نادي RWD مولوينبيك في نفس الأسبوع.
في 20 يونيو 2022، أصبح تيكستور مالكًا لنادي أولمبيك ليون، بعد استحواذه على 40% من أسهم مجموعة أولمبيك ليون، التي كانت مملوكة لشركة IDG كابيتال وباثي، ومعظم الأسهم التي كانت مملوكة سابقًا لجان ميشيل أولاس. في 19 ديسمبر 2022، أفادت صحيفة فاينانشال تايمز أن تيكستور قد استحوذ على حصة تبلغ 77.49% في النادي عبر آلية استثماره، "إيجل فوتبول هولدينغز". وقدرت قيمة الصفقة المعلنة بحوالي 940 مليون دولار (884 مليون يورو).
في مقابلة عام 2024 مع بي بي سي سبورت، انتقد تيكستور نادي باريس سان جيرمان لامتلاكه من قبل جهاز قطر للاستثمار، وقال إن ذلك يعد غير قانوني بموجب القانون الأوروبي لقيام دولة أجنبية بالاستثمار في شركة.